# Tricentra pyrbola
Tricentra pyrbola là một loài bướm đêm trong họ Geometridae.